# Vakomyš tlustoocasá
Vakomyš tlustoocasá (Sminthopsis crassicaudata) je nevelký masožravý vačnatec z čeledě kunovcovitých (Dasyuridae).

## Výskyt
Vyskytuje se v sušších oblastech v celé jižní polovině Austrálie, v řídkých lesích, a savanách, ale i ve stepních a pouštních oblastech australského vnitrozemí. Chybí však v blízkosti jihoaustralského pobřeží.

## Popis
Na délku měří 6 až 9 cm a ocas má dlouhý 4–7 cm. Váží je 10 až 20 g. Svrchu je plavá nebo hnědá a spodní část jejího těla je bílá.

## Ekologie
Je poměrně hojným druhem vakomyši. Populace v suchých oblastech australského vnitrozemí a Eyreova poloostrova velmi silně kolísají podle množství dešťových srážek a potravinových zásob. Tlustý ocas je tukovým zásobníkem, který je odbouráván v zimě nebo v období delšího sucha. Živí se červy a jinými malými bezobratlými. Tato vakomyš může sloužit za příklad snášenlivosti. Ač je v principu samotářská, obě pohlaví tolerují ve své blízkosti i další jedince. Za chladného počasí se jich dokonce několik sejde v jednom hnízdě a vzájemně se zahřívají. Starší název je vakorejsec tlustoocasý nebo vakorejsek tlustoocasý. Nemohou-li najít dostatek potravy, upadnou do na mnoho hodin do strnulého stavu (tzv. torpor), při kterém snižují tělesnou teplotu a zužitkovávají tuk nahromaděný přes léto na ocase. V zajetí se dožívají čtyř let, v přírodě nanejvýše 16–18 měsíců.